# Exequátur

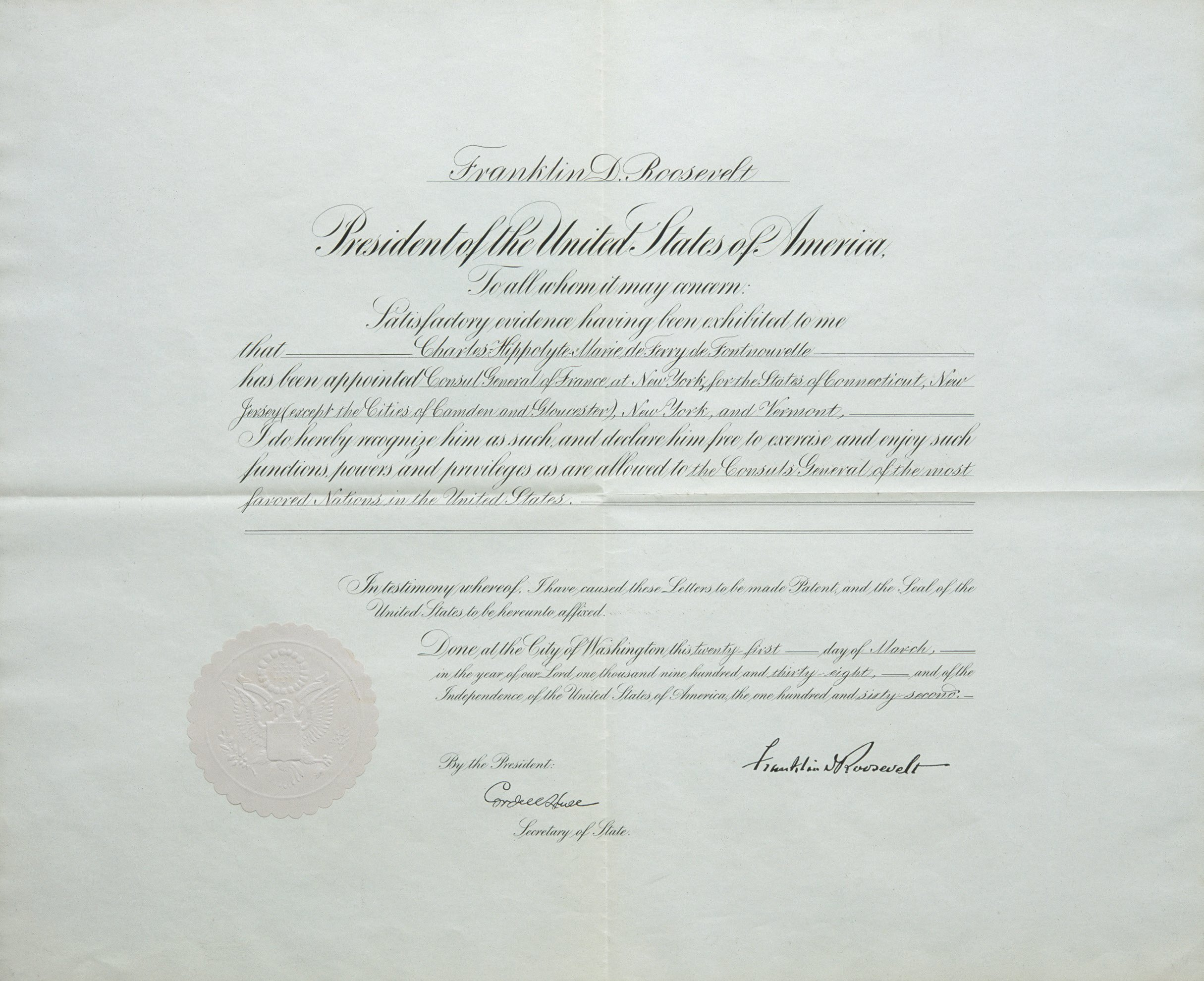
Exequatur para um cônsul francês, assinado por Franklin Delano Roosevelt

Exequátur (do latim: ex(s)equatur: 'execute-se', 'cumpra-se'), no contexto do direito internacional,  é uma autorização dada  por um Estado para que o  cônsul de outro Estado seja admitido e possa exercer as atividades inerentes às suas funções.
O chefe de uma repartição consular deve apresentar ao Estado onde residirá uma carta-patente, que é um documento que atesta sua qualidade e indica sua jurisdição consular e a sede da repartição consular. Após receber a carta-patente, o Estado onde residirá o cônsul emite uma autorização — o exequátur — para que este possa exercer suas funções.

## No Brasil
No Brasil, a competência para  conceder o exequátur é do Superior Tribunal de Justiça, de acordo com o artigo 105,inciso I, alínea i da Constituição Federal. O artigo 109, X, da Constituição Federal determina que compete ao juiz federal a execução de carta rogatória, após a emissão do  exequátur.

## Código de Processo Civil 2015
O atual Código de Processo Civil (CPC) LEI Nº 13.105/2015. versa o seguinte: 
Art. 965. O cumprimento de decisão estrangeira far-se-á perante o juízo federal competente, a requerimento da parte, conforme as normas estabelecidas para o cumprimento de decisão nacional. 

Parágrafo único. O pedido de execução deverá ser instruído com cópia autenticada da decisão homologatória ou do exequatur, conforme o caso.